# Bruno Bonnet
Pour les articles homonymes, voir Bonnet.
Bruno Bonnet, né le 28 février 1967 à Amboise (Indre-et-Loire), est un coureur cycliste français, professionnel de 1989 à 1991.

## Palmarès

### Palmarès amateur
- 1985
  - 2e du championnat de France sur route juniors
- 1987
  - 3e de Tercé-Montlouis
  - 3e de Paris-Évreux
- 1988
  - Tour de Vendée amateurs
  - Paris-Lisieux
  - Paris-Orléans
  - Grand Prix de Lillers
  - 2e du Circuit de la vallée de la Loire
  - 2e de Paris-Barentin
  - 3e de Paris-Fécamp
  - 3e du championnat d'Île-de-France sur route

### Palmarès professionnel
- 1990
  - 3e étape du Tour de Luxembourg

## Résultats sur les grands tours

### Tour d'Espagne
1 participation
- 1989 : 125e